# Klaus Meiser
Klaus Meiser, né le 3 octobre 1954 à Quierschied, est un homme politique allemand, membre de l'Union chrétienne-démocrate d'Allemagne (CDU). 
Il est président du Landtag de Sarre de 2015 à 2018 et président du groupe parlementaire CDU au Landtag de Sarre de 2009 à 2015. Il est également deux fois ministre régional de l'Intérieur, entre 1999 et 2000, puis de 2007 à 2009.

## Vie professionnelle
Il passe son Abitur en 1973 et entreprend alors des études supérieures de droit. Il obtient son premier diplôme juridique d'État en 1979, puis décroche le second deux ans plus tard. Il travaille brièvement comme avocat en 1982, devenant par la suite secrétaire au ministère régional de l'Économie de Sarre jusqu'en 1984, puis chef de département pendant deux ans à la chancellerie régionale. Il est ensuite recruté par le groupe parlementaire régional de la CDU comme administrateur, occupant ce poste jusqu'en 1991.

## Vie politique

### Des débuts locaux
Il adhère à l'Union chrétienne-démocrate d'Allemagne (CDU) en 1983, et est élu au conseil municipal de sa ville natale, Quierschied, dès l'année suivante. Il prend la présidence de la section municipale du parti en 1991, année de sa désignation au poste de maire.

### De l'ascension à la démission
Élu vice-président de la CDU de Sarre en 1995, il fait son entrée au Landtag à l'occasion des élections régionales de 1999, remportées de justesse par les chrétiens-démocrates. Il devient, le 29 septembre, ministre de l'Intérieur et des Sports du Land. Il est contraint de démissionner le 13 décembre 2000, après sa condamnation par le tribunal de Trèves à 20 700 Deutsche Mark d'amende pour complicité de violation d'une obligation fiduciaire.

### Le retour au premier plan
Il est alors désigné vice-président du groupe CDU. En 2004, il est réélu député régional et conseiller municipal de Quierschied, où il prend d'ailleurs la présidence du groupe CDU. Il renonce à ses fonctions locales lorsque, lors d'un remaniement ministériel opéré par le ministre-président chrétien-démocrate Peter Müller, il retrouve le ministère de l'Intérieur et des Sports de Sarre le 3 septembre 2007. À la suite des élections régionales de 2009, il est élu président du groupe parlementaire de la CDU, qui vient de perdre sa majorité absolue, et n'est donc pas reconduit dans le nouveau gouvernement régional, formé le 10 novembre.